# فکیر
مرتاض یا فکیر (به انگلیسی: The fakir)، در پارسی فقیر شخصیتی منفی در سری داستان‌های ماجراهای تن‌تن و میلو که تنها در قسمت چهارم این مجموعه، سیگارهای فرعون، حضور پیدا کرد. وی نماینده راستاپوپولوس در هند است و در آن جا به قاچاق مواد مخدر می‌پردازد و مخالفین خود مانند پدر و برادر مهاراجه گایپاجاما را با با سمی دیوانه‌کننده به نام سم راجایجان مورد حمله قرار می‌دهد. وی در ماجرای سیگارهای فرعون پروفسور سوفوکلس سارکوفاگوس (مصرشناس) و فرانکو زلوتی (شاعر و از اعضا باند مخفی راستاپوپولوس در هند) و در قسمت پنجم گل آبی نماینده آقای وانگ چن یی (رهبر گروه پسران اژدها) و پسر او وانگ چن دی را با این زهر مورد حمله قرار داد که در نهایت همگی با پادزهر پروفسور فانگ هسی ینگ درمان شدند. سرانجام او در اواخر داستان سیگارهای فرعون بعد از آنکه اعضا باند قاچاق مواد مخدر در هند دستگیر شدند و این باند متلاشی گردید، به همراه راستاپوپولوس پسر مهاراجه گایپاجاما را گروگان گرفته و به سمت کوهستان متواری شدند اما تن‌تن و میلو به تعقیب آن‌ها رفتند و تن‌تن موفق شد مرتاض را دستگیر کند و راستاپوپولوس هنگامی که خواست تن‌تن را به قتل برساند به دره سقوط کرد اما بر اثر افتادن در حفره‌ای که درون کوه قرار داشت از مرگ نجات یافت.

## مرتاض در ماجرای گل آبی
مرتاض دیگری به نام راماچارما که شخصیتی مثبت دارد در قسمت پنجم، گل آبی و در قصر مهاراجه گایپاجاما حضور پیدا کرد و پس از انجام شعبده بازی، به پیشگویی آینده پرداخت و به تن‌تن خبر از اشخاصی داد که دشمن تن‌تن هستند و می‌خواهند او را به قتل برسانند و این اشخاص کسی نبودند به جز راستاپوپولوس، میتسو هیراتو و باند قاچاق مواد مخدر در خاوردور که تن‌تن موفق شد در این داستان با دستگیری راستاپوپولوس، میتسوهیراتو و بسیاری از سران و اعضا این باند، ماجرا قاچاق مواد مخدر توسط سازمان راستاپوپولوس در هندوستان و خاور دور را خاتمه بدهد.